# Gran Premio di Spagna 2021
Il Gran Premio di Spagna 2021 è stata la quarta prova della stagione 2021 del campionato mondiale di Formula 1. La gara si è corsa domenica 9 maggio sul circuito di Catalogna a Montmeló ed è stata vinta dal britannico Lewis Hamilton su Mercedes, al novantottesimo successo nel mondiale; Hamilton ha preceduto all'arrivo l'olandese Max Verstappen su Red Bull Racing-Honda e il suo compagno di squadra, il finlandese Valtteri Bottas.

## Vigilia

### Sviluppi futuri
La Williams annuncia l'ingaggio di James Bower, dopo 14 anni di esperienza in McLaren, che diviene il nuovo direttore commerciale della scuderia acquistata dal fondo di investimento Dorilton Capital. Tim Hunt invece passa a occupare la carica di Chief Marketing Officer.
Gli organizzatori del Gran Premio di Monaco, in programma il successivo 23 maggio, dopo che nelle settimane precedenti avevano annunciato la presenza degli spettatori sugli spalti tra il 40 e il 50% della capienza complessiva, confermano che l'evento avrà massimo 7 500 spettatori per le qualifiche e la gara e 3 000 per le prove libere.
Cyril Abiteboul, ex team principal dell'ex scuderia malese Caterham e della Renault, rinominata da questa stagione in Alpine, diviene nuovo consulente del gruppo Mecachrome, azienda che assembla le power unit francesi.
Dopo che nelle settimane precedenti la Red Bull Racing aveva annunciato Ben Hodgkinson, Head of Mechanical Engineering da venti anni alla Mercedes, che sarà il direttore tecnico del reparto motori, la scuderia austriaca annuncia che altri cinque motoristici della scuderia anglo-tedesca passano alla sede di Milton Keynes. Steve Blewett sarà il nuovo direttore di produzione della power unit; Omid Mostaghimi sarà il responsabile dell’elettronica e del sistema di recupero dell'energia dei propulsori; Pip Clode sarà a capo della progettazione meccanica di questo componente; Anton Mayo sarà il responsabile della progettazione dell’unità di controllo elettronico; Steve Brodie sarà il leader del gruppo addetto alle operazioni di questo componente.

### Aspetti tecnici
Da questa edizione del Gran Premio la gara viene corsa su una leggera diversa configurazione della pista, dopo i lavori svoltisi nel corso della pausa invernale. La curva 10 del tracciato, nota come La Caixa, è stata infatti ampliata in uscita. La nuova conformazione della curva richiama già quella precedentemente usata tra le stagioni 1991 e 2003. La modifica al layout della pista è stata realizzata per migliorare le condizioni di sicurezza sia nelle gare automobilistiche che in quelle motociclistiche. Il tracciato presenta adesso una lunghezza di 4 675 km. La nuova configurazione della pista non ottiene l'apprezzamento del pilota della Mercedes Lewis Hamilton, secondo il quale questa curva, così veloce, non favorirebbe i sorpassi in gara.
Per questa gara la Pirelli, fornitrice unica degli pneumatici, porta gomme di mescola C1, C2 e C3, le più dure della gamma tra quelle disponibili.
La Federazione Internazionale dell'Automobile stabilisce, per questa gara, due zone di attivazione del Drag Reduction System: la prima lungo il rettilineo principale, con punto per la determinazione del distacco fra piloti posto prima dell'ultima curva, mentre la seconda zona è indicata tra la curva 9 (Campsa) e la curva 10 (La Caixa), con detection point fissato prima della curva 9.
La Federazione stabilisce che se un pilota va largo alle prime due curve quest'ultimo, prima di rientrare in pista in condizioni di sicurezza, dovrà passare alla sinistra del paletto posizionato nella via di fuga. Non rispettando questa istruzione il tempo di percorrenza sul giro sarà cancellato dai commissari sportivi. Se un pilota, durante il suo giro veloce, esce di pista nell'ultima parte del tracciato, tra la curva 13 e la curva 15, vedrà il suo giro e quello successivo invalidati.
Le sequenza di cordoli installati all'apice della curva 8 sono stati estesi fino all'uscita della curva 7 (TV3). La parte posteriore del cordolo alla curva 13 (Europcar) è stata arretrata, da fornire un graduale passaggio delle vetture.
La Federazione rende noto che al termine della gara del precedente Gran Premio del Portogallo, tra le prime dieci vetture classificate è stata sorteggiata la McLaren di Lando Norris per le verifiche tecniche. Esse sono risultate essere conformi al regolamento tecnico.
Prima dell'inizio della prima sessione di prove libere del venerdì i meccanici della vettura di Nikita Mazepin e di quella di Mick Schumacher sostituiscono l'impianto di scarico, montando, in entrambi i casi, la seconda unità. I due piloti non sono penalizzati sulla griglia di partenza perché le unità montante rientrano tra le otto disponibili per tutta la stagione.

### Aspetti sportivi
Il Gran Premio torna nella sua collocazione classica nel calendario, nel mese di maggio, dopo che l'edizione del 2020 fu disputata nel mese di agosto, in quanto l'evento fu posticipato più avanti nel corso della stagione a causa delle problematiche legate alla pandemia di COVID-19. Il contratto per la disputa di questa edizione della gara è stato firmato solo nello scorso mese di gennaio.
I test invernali erano inizialmente programmati su questo circuito come nelle ultime stagioni, dal 2 al 4 marzo. A seguito del rinvio dell'inizio del campionato, con il Gran Premio d'Australia, la prima gara della stagione, posticipato a novembre a causa della pandemia di COVID-19, le squadre hanno concordato di svolgere i test per la prima volta a Sakhir, dal 12 al 14 marzo, due settimane prima del nuovo inizio della stagione programmato con il Gran Premio del Bahrein.
L'evento, come l'ultima edizione del 2020, si disputa a porte chiuse a causa della pandemia di COVID-19, come la precedente gara corsa una settimana prima a Portimão in occasione del Gran Premio del Portogallo. Le tribune, comunque, vedono la presenza di 1 000 dipendenti del circuito. Il Gran Premio del Bahrein, la gara inaugurale del campionato, è stato corso invece con la presenza degli spettatori sugli spalti, ma solo quelli che hanno ricevuto il vaccino anti COVID-19 o che sono guariti dal SARS-CoV-2.
Il pilota olandese della Red Bull Racing Max Verstappen disputa il suo centesimo Gran Premio con la scuderia di Milton Keynes.
L'israeliano Roy Nissany prende il posto di George Russell alla Williams, nel corso della prima sessione di prove libere del venerdì. Il polacco Robert Kubica, invece, sostituisce Kimi Räikkönen all'Alfa Romeo Racing.
L'ex pilota di Formula 1, il britannico Derek Warwick, è nominato commissario aggiunto per la gara. Ha svolto già in passato tale funzione, l'ultima al Gran Premio di Turchia 2020. Il Gran Premio turco fu aggiunto al calendario della passata stagione dalla FIA per rimpiazzare Gran Premi precedentemente annullati o posticipati a causa della pandemia di COVID-19. Il Gran Premio tornò a essere presente come appuntamento del campionato mondiale di Formula 1 per la prima volta dalla stagione 2011. Per questo Gran Premio, come il precedente, è la casa automobilistica tedesca Mercedes a fornire la safety car e la medical car.

## Prove

### Resoconto
Il più rapido della sessione mattutina del venerdì è il finlandese Valtteri Bottas, che fa meglio di 33 millesimi di Max Verstappen, e di un decimo dall'altro pilota della Mercedes, Lewis Hamilton. Alle spalle del campione del mondo c'è il connazionale Lando Norris, posizionato davanti alle due Ferrari. Le monoposto italiane hanno ottenuto i loro tempi con gomme a mescola media.
La sessione è stata interrotta con bandiera rossa, dopo l'uscita di pista di Robert Kubica, alla staccata della nuova curva 10. Nella sabbia è terminato anche il pilota della Haas Nikita Mazepin.
Sono stati due i tempi cancellati ai piloti per non avere rispettato le istruzioni stabilite dal direttore di gara, in quanto andati larghi alla seconda curva non passando alla sinistra del paletto posizionato nella via di fuga. Si sono visti cancellare il tempo Carlos Sainz Jr. e Charles Leclerc.
Nella seconda sessione del venerdì le Mercedes hanno confermato la loro velocità. In questa sessione il più veloce è Hamilton, che batte il compagno di scuderia di poco più di un decimo. Alle loro spalle si è piazzato Leclerc, il più rapido nell'ultimo settore di pista. La vettura si è dimostrata competitiva, pur con una temperatura dell'asfalto che ha superato i 40 °C. Sainz Jr., invece, ha chiuso solo con l'ottavo tempo, dopo avere danneggiato il fondo della vettura, essendo passato sopra un cordolo.
Le Red Bull Racing sono parse in maggiore difficoltà, con il nono e decimo tempo, e non sono state capaci di chiudere positivamente i loro tentativi veloci. Verstappen, finito sull'erba durante un suo tentativo di simulazione di gara e avendo rotto l'ala anteriore in un'escursione di pista, ha commesso anche un errore alla curva 10, nel corso del suo giro rapido.
Prima dell'inizio della terza sessione di prove libere del sabato i meccanici della vettura di Fernando Alonso e di quella di Esteban Ocon sostituiscono l'impianto di scarico, montando, rispettivamente, la quarta e la terza unità. I due piloti non sono penalizzati sulla griglia di partenza perché le unità montante rientrano tra le otto disponibili per tutta la stagione.
L'ultima sessione di prove libere è ad appannaggio di Verstappen, che è anche l'unico pilota capace di chiudere il giro in meno di un minuto e diciotto secondi. Il pilota olandese, che in questa occasione aveva gomme morbide, ha preceduto di due decimi Hamilton, che ha ottenuto il tempo nella prima fase della sessione, su una pista che comunque è andata migliorando con il passare del tempo.
Le Ferrari hanno confermato la loro velocità, sul giro secco, conquistando il quarto e quinto tempo, facendo segnare così un rilievo cronometrico migliore di quello degli altri due piloti di Mercedes e Red Bull. Ha impressionato anche Kimi Räikkönen, che ha chiuso con il nono tempo e, a lungo, ha conservato la miglior prestazione nel primo settore di pista.

### Risultati
Nella prima sessione del venerdì si è avuta questa situazione:
| Pos | Nº | Pilota          | Costruttore           | Tempo    | Gap    | Giri |
| --- | -- | --------------- | --------------------- | -------- | ------ | ---- |
| 1   | 77 | Valtteri Bottas | Mercedes              | 1'18"504 |        | 25   |
| 2   | 33 | Max Verstappen  | Red Bull Racing-Honda | 1'18"537 | +0"033 | 19   |
| 3   | 44 | Lewis Hamilton  | Mercedes              | 1'18"627 | +0"123 | 22   |

Nella seconda sessione del venerdì si è avuta questa situazione:
| Pos | Nº | Pilota          | Costruttore | Tempo    | Gap    | Giri |
| --- | -- | --------------- | ----------- | -------- | ------ | ---- |
| 1   | 44 | Lewis Hamilton  | Mercedes    | 1'18"170 |        | 32   |
| 2   | 77 | Valtteri Bottas | Mercedes    | 1'18"309 | +0"139 | 31   |
| 3   | 16 | Charles Leclerc | Ferrari     | 1'18"335 | +0"165 | 28   |

Nella sessione del sabato mattina si è avuta questa situazione:
| Pos | Nº | Pilota          | Costruttore           | Tempo    | Gap    | Giri |
| --- | -- | --------------- | --------------------- | -------- | ------ | ---- |
| 1   | 33 | Max Verstappen  | Red Bull Racing-Honda | 1'17"835 |        | 11   |
| 2   | 44 | Lewis Hamilton  | Mercedes              | 1'18"070 | +0"235 | 14   |
| 3   | 16 | Charles Leclerc | Ferrari               | 1'18"308 | +0"473 | 17   |

## Qualifiche

### Resoconto
La sessione di qualifica viene posticipata di 10 minuti, per permettere ai commissari di sistemare alcune barriere di protezione, danneggiate durante la gara di Formula 3 europea regionale, evento di contorno alla Formula 1, che fa tappa sulla stessa pista.
Nei primi minuti la classifica vede il dominio di Red Bull Racing, che montano subito gomme morbide, e Mercedes, che montano gomme a mescola media. Il più rapido è Bottas, che sfiora di poco il minuto e diciotto netto sul giro. Tra i primi s'inseriscono anche le Ferrari: Sainz Jr. è terzo, mentre Charles Leclerc è quinto, staccato entrambi di pochi decimi dal tempo del finlandese. In seguito Pierre Gasly scala terzo, e anche Pérez si pone a meno di due decimi dal tempo di Bottas.
Le vetture sono molto vicine, e molti piloti si rilanciano negli ultimi istanti della sessione. Räikkönen coglie, come nelle libere del mattino, il miglior tempo provvisorio nel primo settore, ma ciò non gli basta per superare la Q1. Lando Norris, che si trova in posizione di classifica pericolosa, stampa il miglior tempo di sessione. Anche George Russell trova un tempo valido per il passaggio alla fase successiva, eliminando Yuki Tsunoda per pochi millesimi. Il giapponese è staccato di meno di otto decimi dal miglior tempo della sessione, che viene mantenuto, fino alla fine, da Norris. Oltre al pilota della Scuderia AlphaTauri e a Räikkönen, sono eliminati i piloti della Haas e Nicholas Latifi.
In Q2 tutti i piloti decidono di montare gomme morbide. Verstappen è il primo pilota a scendere sotto il minuto e diciassette secondi sul giro, staccando di mezzo secondo Bottas. Si trova in difficoltà, invece, l'altro pilota della Red Bull, Pérez, che risulterebbe tra i non qualificati alla fase decisiva, anche se la distanza tra Sainz Jr., quinto, e Sebastian Vettel, tredicesimo, è di soli due decimi. Nella fase finale della sessione Hamilton batte il tempo di Bottas che, a sua volta, batte ancora il compagno, ma con entrambi i piloti della Mercedes che non riescono a limare il tempo ottenuto da Verstappen. Non passano alla sessione decisiva i due piloti dell'Aston Martin, Gasly, Antonio Giovinazzi e Russell.
In Q3 il tempo di Leclerc è battuto da Sainz Jr. e Daniel Ricciardo. In seguito prende il comando Hamilton, che precede di 36 millesimi Verstappen e di poco più di un decimo Bottas. Pérez, invece, rovina la sua prestazione con un testacoda. Con i secondi tentativi la pista sembra peggiorare, tanto che nessuno dei primi tre piloti è capace di ottenere una prestazione migliore. Leclerc, che monta gomme nuove, scala quarto, mentre Pérez chiude con l'ottavo tempo. Hamilton conquista la sua centesima pole position in una gara valida per il mondiale di Formula 1. Per il britannico è la sesta partenza al palo conquistata al Gran Premio di Spagna, la nona consecutiva per la Mercedes su questo tracciato.
Al termine delle qualifiche Nikita Mazepin e Lando Norris vengono convocati dai commissari sportivi in quanto il pilota russo della Haas ha ostacolato il britannico della McLaren alla curva 14, durante la Q1. I commissari sportivi decidono di penalizzare di tre posizioni sulla griglia di partenza e di un punto sulla superlicenza il pilota russo. La penalizzazione non ha effetto pratico visto che Nikita Mazepin si è qualificato in ultima posizione.

### Risultati
Nella sessione di qualifica si è avuta questa situazione:
| Pos                         | Nº | Pilota             | Costruttore               | Q1       | Q2       | Q3       | Griglia |
| --------------------------- | -- | ------------------ | ------------------------- | -------- | -------- | -------- | ------- |
| 1                           | 44 | Lewis Hamilton     | Mercedes                  | 1'18"245 | 1'17"166 | 1'16"741 | 1       |
| 2                           | 33 | Max Verstappen     | Red Bull Racing-Honda     | 1'18"090 | 1'16"922 | 1'16"777 | 2       |
| 3                           | 77 | Valtteri Bottas    | Mercedes                  | 1'18"005 | 1'17"142 | 1'16"873 | 3       |
| 4                           | 16 | Charles Leclerc    | Ferrari                   | 1'18"041 | 1'17"717 | 1'17"510 | 4       |
| 5                           | 31 | Esteban Ocon       | Alpine-Renault            | 1'18"281 | 1'17"743 | 1'17"580 | 5       |
| 6                           | 55 | Carlos Sainz Jr.   | Ferrari                   | 1'18"205 | 1'17"656 | 1'17"620 | 6       |
| 7                           | 3  | Daniel Ricciardo   | McLaren-Mercedes          | 1'18"264 | 1'17"719 | 1'17"622 | 7       |
| 8                           | 11 | Sergio Pérez       | Red Bull Racing-Honda     | 1'18"203 | 1'17"669 | 1'17"701 | 8       |
| 9                           | 4  | Lando Norris       | McLaren-Mercedes          | 1'17"821 | 1'17"696 | 1'18"010 | 9       |
| 10                          | 14 | Fernando Alonso    | Alpine-Renault            | 1'18"281 | 1'17"966 | 1'18"147 | 10      |
| 11                          | 18 | Lance Stroll       | Aston Martin-Mercedes     | 1'18"241 | 1'17"974 | N.D.     | 11      |
| 12                          | 10 | Pierre Gasly       | AlphaTauri-Honda          | 1'18"190 | 1'17"982 | N.D.     | 12      |
| 13                          | 5  | Sebastian Vettel   | Aston Martin-Mercedes     | 1'18"289 | 1'18"079 | N.D.     | 13      |
| 14                          | 99 | Antonio Giovinazzi | Alfa Romeo Racing-Ferrari | 1'18"549 | 1'18"356 | N.D.     | 14      |
| 15                          | 63 | George Russell     | Williams-Mercedes         | 1'18"445 | 1'19"154 | N.D.     | 15      |
| 16                          | 22 | Yuki Tsunoda       | AlphaTauri-Honda          | 1'18"556 | N.D.     | N.D.     | 16      |
| 17                          | 7  | Kimi Räikkönen     | Alfa Romeo Racing-Ferrari | 1'18"917 | N.D.     | N.D.     | 17      |
| 18                          | 47 | Mick Schumacher    | Haas-Ferrari              | 1'19"117 | N.D.     | N.D.     | 18      |
| 19                          | 6  | Nicholas Latifi    | Williams-Mercedes         | 1'19"219 | N.D.     | N.D.     | 19      |
| 20                          | 9  | Nikita Mazepin     | Haas-Ferrari              | 1'19"807 | N.D.     | N.D.     | 20      |
| Tempo limite 107%: 1'23"268 |    |                    |                           |          |          |          |         |

In grassetto sono indicate le migliori prestazioni in Q1, Q2 e Q3.

## Gara

### Resoconto
In partenza Max Verstappen passa, alla staccata della prima curva, Lewis Hamilton, conquistando il comando della gara. Alle sue spalle anche Valtteri Bottas deve cedere il passo a Charles Leclerc. La classifica vede poi Daniel Ricciardo, Sergio Pérez, Esteban Ocon e Carlos Sainz Jr..
Al settimo giro si ferma, all'uscita della curva 10, Yuki Tsunoda, della Scuderia AlphaTauri, in posizione pericolosa, tanto che la direzione di gara è costretta a inviare in pista la vettura di sicurezza. Uno dei pochi piloti a optare per il cambio gomme è Antonio Giovinazzi, ma la sua sosta è lunga in quanto uno degli pneumatici è sgonfio, costringendo l'Alfa Romeo Racing a sostituire tutto il treno di gomme già preparato.
Alla ripartenza la classifica rimane immutata, anche se Leclerc tenta di passare Hamilton, alla prima curva, ma senza riuscire ad affiancare il britannico. Verstappen, al quindicesimo giro, gode di un margine di 1"1 su Hamilton, 5"4 su Leclerc, 6"6 su Bottas e 11"3 su Ricciardo. Tra il ventunesimo e ventiduesimo giro molti piloti effettuano la loro sosta, montando tutti gomme di mescola media. Al ventitreesimo passaggio si fermano Bottas, Ocon e Norris, mentre il giro seguente è il turno di Verstappen. L'olandese, al rientro in pista, si trova davanti il compagno di scuderia Pérez, che gli lascia strada. Anche Ricciardo effettua il suo pit stop, al venticinquesimo giro.
Al comando c'è Hamilton, seguito da Leclerc e Verstappen, staccato di oltre 19 secondi. Pérez si ferma al ventisettesimo giro, rientrando in gara ottavo. Ancora un giro e anche Hamilton e Leclerc entrano ai box, optando, come i piloti che li hanno preceduti, per le coperture medie. Il britannico rientra in gara alle spalle di Verstappen. Dopo le soste, Bottas ha preso la terza posizione a Leclerc. Al quinto posto si trova Ricciardo, poi Pérez e Sainz Jr..
Hamilton sembra potersi avvicinare a Verstappen. A sorpresa, al quarantaduesimo giro, la Mercedes richiama ai box il britannico: il campione del mondo monta gomme medie, rientra in pista terzo, staccato di oltre 22 secondi dalla vetta. Al quarantacinquesimo passaggio Pérez prende la quinta piazza a Ricciardo.
Giro dopo giro Hamilton riduce prima il distacco da Bottas, superandolo al cinquantaduesimo giro, poi su Verstappen. Il finlandese si ferma poco dopo per la seconda sosta, per cercare il giro veloce. Bottas rientra in gara alle spalle di Leclerc, che però deve cedere il terzo posto temporaneo, dopo quattro giri. Il sorpasso al comando avviene al cinquantanovesimo giro. Anche l'olandese segue la stessa scelta di Bottas: entra ai box, per montare gomme morbide, e cercare il giro veloce che attribuisce il punto supplementare. Il pilota della Red Bull Racing lo fa suo al sessantaduesimo giro.
Hamilton si impone, per la novantottesima volta in un Gran Premio valido quale prova del campionato mondiale. Completano il podio Verstappen e Bottas. I primi tre classificati ripropongono lo stesso identico podio dell'edizione 2020: tale evento si era verificato solo per le edizioni 1964 e 1965 del Gran Premio di Gran Bretagna (con Jim Clark primo, Graham Hill secondo e John Surtees terzo), per le edizioni 1998 e 1999 dello stesso Gran Premio di Spagna (con Mika Häkkinen primo, David Coulthard secondo e Michael Schumacher terzo) e per le edizioni 2012 e 2013 del Gran Premio del Bahrein (con Sebastian Vettel primo, Kimi Räikkönen secondo e Romain Grosjean terzo). Curiosamente Hamilton, Verstappen e Bottas avevano già stabilito questo primato nelle edizioni 2018 e 2019 della gara ma con il finlandese davanti all'olandese.
Sono stati tre i tempi cancellati ai piloti per non avere rispettato le istruzioni stabilite dal direttore di gara, in quanto andati larghi alla seconda curva non passando alla sinistra del paletto posizionato nella via di fuga. Si sono visti cancellare il tempo Nikita Mazepin, Fernando Alonso e Lance Stroll.

### Risultati
I risultati del Gran Premio sono i seguenti:
| Pos | Nº | Pilota             | Costruttore               | Giri | Tempo/Ritiro       | Griglia | Punti |
| --- | -- | ------------------ | ------------------------- | ---- | ------------------ | ------- | ----- |
| 1   | 44 | Lewis Hamilton     | Mercedes                  | 66   | 1h33'07"680        | 1       | 25    |
| 2   | 33 | Max Verstappen     | Red Bull Racing-Honda     | 66   | +15"841            | 2       | 19    |
| 3   | 77 | Valtteri Bottas    | Mercedes                  | 66   | +26"610            | 3       | 15    |
| 4   | 16 | Charles Leclerc    | Ferrari                   | 66   | +54"616            | 4       | 12    |
| 5   | 11 | Sergio Pérez       | Red Bull Racing-Honda     | 66   | +1'03"671          | 8       | 10    |
| 6   | 3  | Daniel Ricciardo   | McLaren-Mercedes          | 66   | +1'13"768          | 7       | 8     |
| 7   | 55 | Carlos Sainz Jr.   | Ferrari                   | 66   | +1'14"670          | 6       | 6     |
| 8   | 4  | Lando Norris       | McLaren-Mercedes          | 65   | +1 giro            | 9       | 4     |
| 9   | 31 | Esteban Ocon       | Alpine-Renault            | 65   | +1 giro            | 5       | 2     |
| 10  | 10 | Pierre Gasly       | AlphaTauri-Honda          | 65   | +1 giro            | 12      | 1     |
| 11  | 18 | Lance Stroll       | Aston Martin-Mercedes     | 65   | +1 giro            | 11      |       |
| 12  | 7  | Kimi Räikkönen     | Alfa Romeo Racing-Ferrari | 65   | +1 giro            | 17      |       |
| 13  | 5  | Sebastian Vettel   | Aston Martin-Mercedes     | 65   | +1 giro            | 13      |       |
| 14  | 63 | George Russell     | Williams-Mercedes         | 65   | +1 giro            | 15      |       |
| 15  | 99 | Antonio Giovinazzi | Alfa Romeo Racing-Ferrari | 65   | +1 giro            | 14      |       |
| 16  | 6  | Nicholas Latifi    | Williams-Mercedes         | 65   | +1 giro            | 19      |       |
| 17  | 14 | Fernando Alonso    | Alpine-Renault            | 65   | +1 giro            | 10      |       |
| 18  | 47 | Mick Schumacher    | Haas-Ferrari              | 64   | +2 giri            | 18      |       |
| 19  | 9  | Nikita Mazepin     | Haas-Ferrari              | 64   | +2 giri            | 20      |       |
| Rit | 22 | Yuki Tsunoda       | AlphaTauri-Honda          | 6    | Problemi elettrici | 16      |       |

Max Verstappen riceve un punto addizionale per avere segnato il giro più veloce della gara.

## Classifiche mondiali

### Piloti
| Pos | Pilota           | Punti |
| --- | ---------------- | ----- |
| 1   | Lewis Hamilton   | 94    |
| 2   | Max Verstappen   | 80    |
| 3   | Valtteri Bottas  | 47    |
| 4   | Lando Norris     | 41    |
| 5   | Charles Leclerc  | 40    |
| 6   | Sergio Pérez     | 32    |
| 7   | Daniel Ricciardo | 24    |
| 8   | Carlos Sainz Jr. | 20    |
| 9   | Esteban Ocon     | 10    |
| 10  | Pierre Gasly     | 8     |
| 11  | Lance Stroll     | 5     |
| 12  | Fernando Alonso  | 5     |
| 13  | Yuki Tsunoda     | 2     |

### Costruttori
| Pos | Costruttore           | Punti |
| --- | --------------------- | ----- |
| 1   | Mercedes              | 141   |
| 2   | Red Bull Racing-Honda | 112   |
| 3   | McLaren-Mercedes      | 65    |
| 4   | Ferrari               | 60    |
| 5   | Alpine-Renault        | 15    |
| 6   | AlphaTauri-Honda      | 10    |
| 7   | Aston Martin-Mercedes | 5     |

## Decisioni della FIA
Al termine della gara Fernando Alonso e Lance Stroll vengono convocati dai commissari sportivi per via del duello tra i due piloti in un tentativo di sorpasso alla seconda curva da parte del pilota canadese. I commissari decidono di non infliggere sanzioni ai due piloti in quanto si è trattato di un normale episodio di gara.